# Kostel svaté Máří Magdaleny (Jeřice)
Kostel svaté Máří Magdaleny je římskokatolický, orientovaný, filiální, bývalý farní kostel v obci Jeřice. Je chráněn od 3. 5. 1958 jako kulturní památka České republiky. Je situován na mírné vyvýšenině uprostřed hřbitova na severním okraji obce.

## Historie
Podle zmínky z roku 1384 byl kostel opatřen plebánem. Barokní kostel byl roku 1787 přestavěn z původního kostela gotického. U kostela stojí zděná, pozdně barokní zvonice, pocházející ze 2. poloviny 18. století.

### Program záchrany architektonického dědictví
V rámci Programu záchrany architektonického dědictví bylo v letech 1995-2014 na opravu památky čerpáno 3 890 000 Kč.
| rok    | 2004 | 2005 | 2006 | 2007 | 2008 | 2009 |
| ------ | ---- | ---- | ---- | ---- | ---- | ---- |
| částka | 800  | 800  | 740  | 550  | 500  | 500  |

## Architektura
Jednolodní, obdélná stavba s presbytářem uzavřeným zevně trojboce, uvnitř půlkruhově. Presbytář je sklenut valeně s konchou, loď má valenou klenbou s lunetami. Kostel byl vymalován nástěnnými malbami roku 1864. Náhrobky jsou z roku 1867.

## Interiér
Inventář je z 19. století, pouze kazatelna je pozdně barokní z konce 18. století.

## Bohoslužby
Pravidelné bohoslužby se konají lichý týden v neděli od 10.00.